# Valéran de Nassau-Usingen

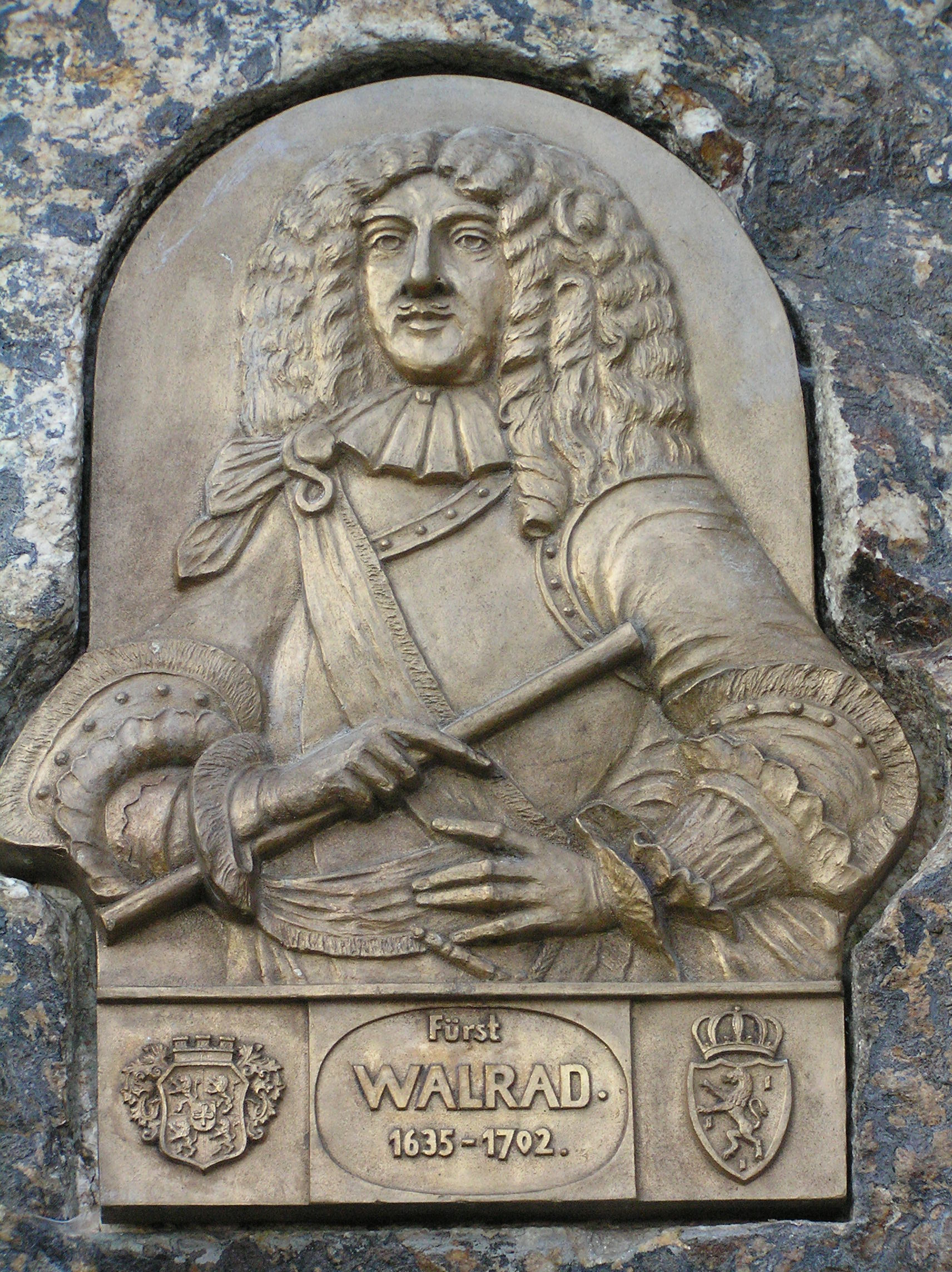
Valéran de Nassau-Usingen

Valéran de Nassau-Usingen (Metz, 25 février 1635 - Ruremonde, 17 octobre 1702) est un prince du Saint-Empire romain germanique. Walrad von Nassau-Usingen est comte, puis prince de Nassau-Usingen, de 1659 à 1702.

## Biographie
Fils du comte Wilhelm Ludwig de Nassau-Sarrebrücken et de Anne-Amélie de Bade-Durlach, margrave de Bade-Durlach, Walrad de Nassau-Usingen naît à Metz, le 24 janvier 1635. En 1659, la Nassau-Weilbourg est divisée en Nassau-Ottweiler, Nassau Sarrebrück et Nassau-Usingen. En 1672, le comte Walrad von Nassau-Usingen est nommé General-Lieutenant der Kavallerie des Pays-Bas. Il est nommé ensuite gouverneur de la ville de Bergen op Zoom.
Le 16 juin 1678, Walrad de Nassau-Usingen épouse Catherine Françoise, comtesse de Croÿ-Rœulx († Francfort-sur-le-Main, 1686). Veuf en 1686, Walrad de Nassau-Usingen épouse ensuite Magdalene Elisabeth, comtesse de Löwenstein-Wertheim-Rochefort (1662-1733), fille du comte Ferdinand de Löwenstein-Wertheim. Le 4 août 1688, la terre des Nassau-Usingen est érigée en principauté "ohne eigene Sitz und Stimme im Reichstag", sans siège ni voix au Reichstag.
Walrad von Nassau-Usingen s'éteint à Ruremonde, Hellenrod, le 17 octobre 1702. Sa sépulture se trouve à Moers, église luthérienne.

## Descendance
Cinq enfants sont nés de son union avec Catherine de Rœux :
- Wilhelmine de Nassau-Usingen (1679-1718), en 1701 elle épouse Louis zu Grumbach, comte de Solms (†1727)
- Henri de Nassau-Usingen (1680-1682)
- Ernestine de Nassau-Usingen (1683-1683)
- Guillaume de Nassau-Usingen, prince de Nassau-Usingen
- Albertine de Nassau-Usingen (1686-1768), en 1710 elle épouse le comte Jean von Ortenburg (1686-1725).

Walrad de Nassau-Usingen appartient à la septième branche Nassau-Weilburg, elle-même issue de la seconde branche Nassau-Wiesbaden-Idstein, de la Maison de Nassau. Cette lignée de Nassau-Weilburg appartient à la tige valmérienne qui donna des grands-ducs au Luxembourg.

## Sources
- genroy.fr
- Hessische Biografie
- Friedebert Volk: Fürst Walrad zu Nassau-Usingen. Zum 350. Jahrestag seines Regierungsantritts 1659, Usinger Geschichtshefte, 2009.
- Michel Huberty, Alain Giraud, Magdeleine Le Perreux, L' Allemagne Dynastique, 1976